# Netocertoides brachiatum
Netocertoides brachiatum is een hydroïdpoliep uit de familie van de Melicertidae. De poliep komt uit het geslacht Netocertoides. Netocertoides brachiatum werd in 1900 voor het eerst wetenschappelijk beschreven door Mayer. 